# 原子爆弾

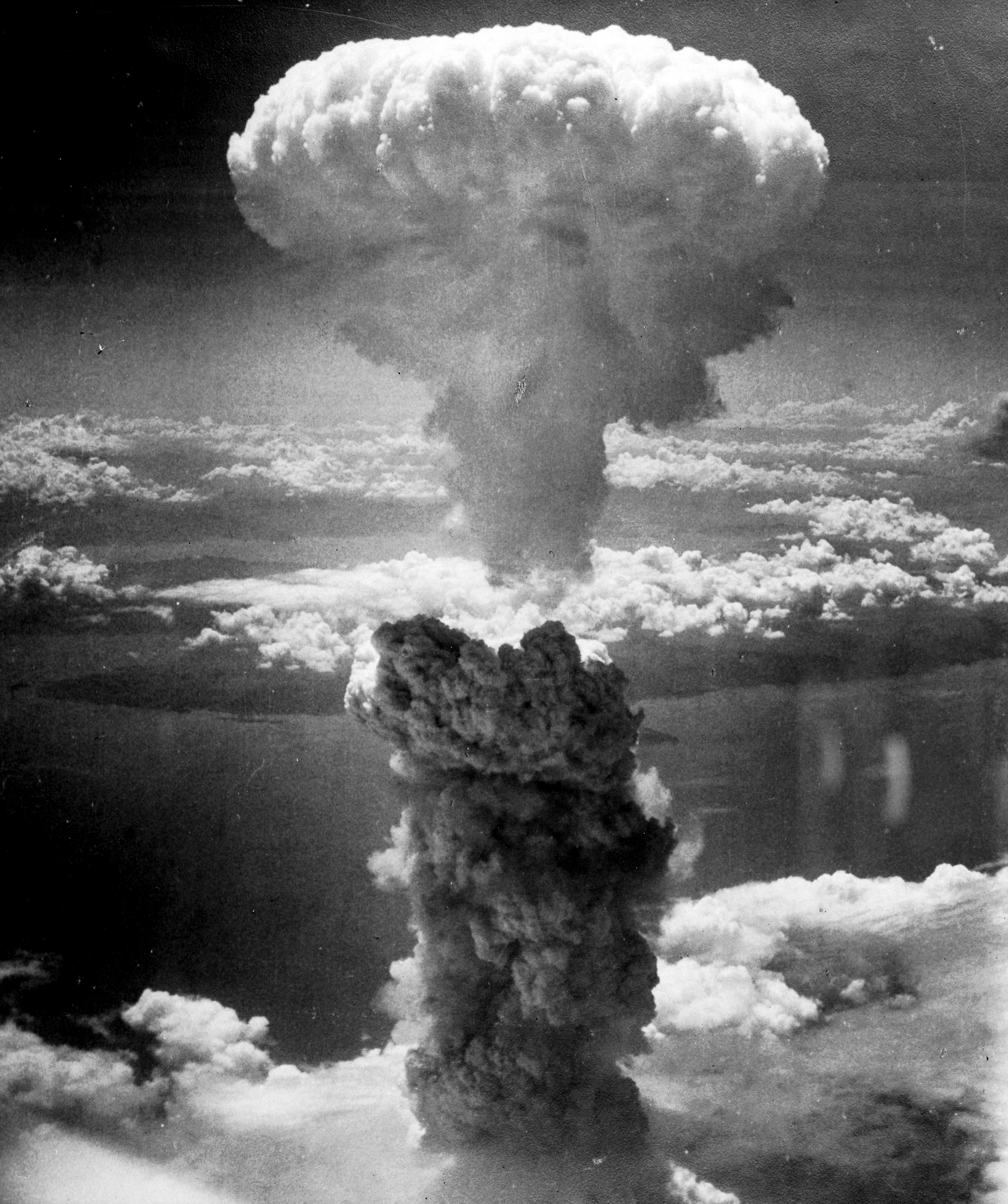
長崎に投下された原子爆弾のキノコ雲
1945年8月9日

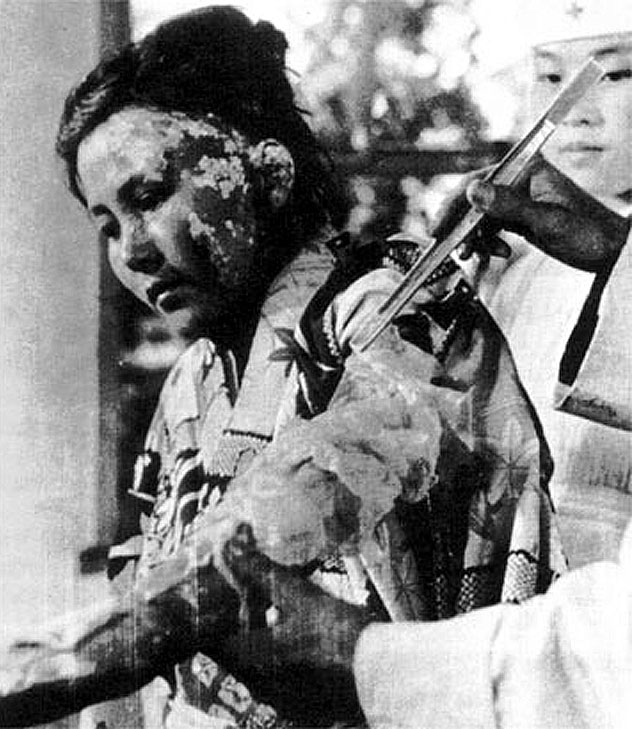
1945年8月6日に投下された広島型原爆（リトルボーイ）による被害者の一人。（1945年10月。日本赤十字病院において。）

原子爆弾（げんしばくだん、英: atomic bomb）、あるいは原爆は、ウランやプルトニウムなどの元素の原子核が起こす核分裂反応を使用した核爆弾であり、初めて戦争において攻撃用に実使用された核兵器である。原子爆弾は、核爆発装置に含まれる。水素爆弾を含めて「原水爆」とも呼ばれる。
核兵器は通常兵器と比較して威力が極めて大きいため、大量破壊兵器に位置付けられ、核不拡散条約や部分的核実験禁止条約などで、実戦での使用が禁止されている。

## 原子爆弾の開発

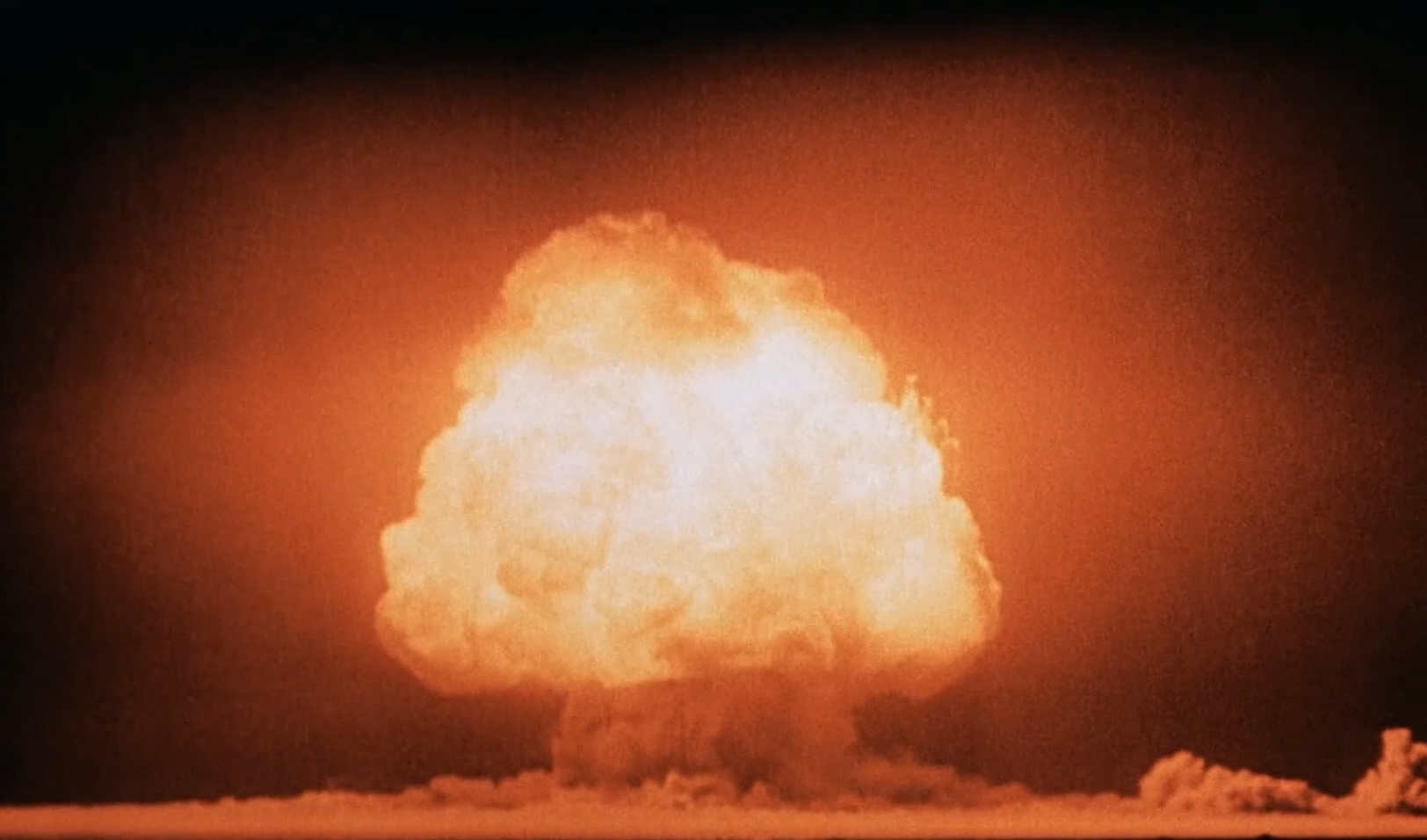
トリニティ実験での核爆発 （1945）

第二次世界大戦下においてナチス・ドイツ、大日本帝国、アメリカ合衆国、イギリスなどで開発が行われた。ドイツの原子爆弾開発や日本の開発計画は実用化に至らず、連合軍が完成させて実戦に使用した。1945年7月にアメリカによって初めての核実験が行われて以降、冷戦期にアメリカ・ソ連・フランスを中心に約2,000回核実験が行われた。
1945年8月6日、アメリカ軍が日本の広島市に初めて原爆を投下した。8月9日、長崎市へ二度目の原爆投下を敢行した。
第二次世界大戦後の東西冷戦の激化とともに、アメリカ合衆国やソビエト連邦を中心に破壊力の大きな戦略兵器として原子爆弾の改良が進められた。核出力を100キロトン以上に強大化した大型原爆や、熱核反応も加えて300キロトン程度に増強した強化原爆が開発された。また戦略用だけでなく戦術用での使用を企図して小型化も進められ、当初は4-5トンほどの重量だった原子爆弾を、大砲より発射できる核砲弾や核無反動砲用に小型化したが、これらの戦術用原子爆弾が実戦で使用された事はない。
原子爆弾は、ドイツから亡命したユダヤ人やイタリア人によって開発が進んだアメリカ合衆国が最初に成功した。開発は1942年からマンハッタン計画で進められ、1945年7月16日にニューメキシコ州のアラモゴード軍事基地の近郊の砂漠で人類最初の原爆実験（トリニティ実験）が実行された。この原子爆弾のコードネームはガジェット (Gadget) と呼ばれた。
ソビエト連邦の原子爆弾開発は、1943年にソビエト連邦共産党書記長であるスターリンが原子力プログラムの開始を命じ、核物理学者イーゴリ・クルチャトフがプロジェクトの責任者となって、スパイにより盗まれたアメリカの情報（ヴェノナ文書も参照）を中心に開発が進められた。1949年8月29日、カザフ共和国（当時）のセミパラチンスク核実験場において最初の核実験（プルトニウム型原爆RDS-1）が成功した。
同年9月23日、アメリカのトルーマン大統領が、ソ連が核実験を行った事実を公表。次いで同年9月25日、ソ連のタス通信が原子爆弾の保有を認める報道を行った。
イギリスは、1952年10月3日にモンテベロ諸島と西オーストラリアの間の珊瑚礁で最初の核実験（ハリケーン作戦）を行った。使用された原子爆弾は、長崎に落とされたファットマンの改良型である。セラフィールドで生産したプルトニウムが足りなかったので、カナダから供給されたプルトニウムで補ったとされる。
フランスも第二次世界大戦勃発直後から核兵器開発を始めたが、ドイツ軍のフランス侵攻によりフランス本土はドイツの占領下におかれ、研究者達は亡命し計画は停滞した。戦後、亡命した科学者たちが帰国すると次世代エネルギーの開発という名目で、1948年から重水炉が稼動して原子力開発が始まった。その後、紆余曲折を経て1956年に原子爆弾実験と核融合研究の実施を決定した。 
1958年には発電用原子炉で、年間40kgのプルトニウムを生産する能力を持つようになり、1960年2月13日にアルジェリア領のサハラ砂漠で核実験を成功させて、4番目の核保有国になった。フランスは1960年から1996年までの間に核実験をサハラ砂漠で17回実施、仏領ポリネシアで193回実施した（フランスの核兵器に関する詳細は「フランスの核兵器」を参照）。
中華人民共和国は、1960年代当初から第9学会と呼ばれる研究都市を海北チベット族自治州に設けて、核開発を推進してきた。1964年10月16日に初の原子爆弾実験に成功し、1967年6月17日に初の水素爆弾実験に成功した。
インドは1974年5月18日に初の核実験を行なっている。パキスタンは1998年5月28日に初の核実験を行なっている。北朝鮮は2006年10月9日に初の核実験を行なっている。

## 原子爆弾の理論と構造

### 核分裂に関する理論

#### エネルギー
原子爆弾のエネルギーは、原子が核分裂反応するときに放出するエネルギーであり、原子核を構成する陽子・中性子間の核エネルギーとして取り出すものである。通常兵器がTNT火薬などの化学反応によって原子の結合エネルギー（原子を構成する電子軌道の位置エネルギー）を取り出すのとは原理的に異なる。
そのエネルギーの大きさは、通常は同量のエネルギーを生みだすTNT火薬の重量に換算（TNT換算）して評価する。しかし、これで評価できるのは爆発時の破壊力だけであり、核兵器の使用に伴う放射線障害や放射性物質による汚染は考慮されていない。

#### 核分裂
核分裂の際には通常数個の中性子が外部に放出される。そのため、核分裂を起こす物質が隣接して大量に存在する場合には、核分裂で放出された中性子を別の原子核が吸収してさらに分裂する、という反応が連鎖的に起こることがある。このような反応を核分裂の「連鎖反応」と呼ぶ。核分裂性物質の量が少ない場合には連鎖反応は短時間で終息するが、ある一定の量を超えると中性子の吸収数と放出数が釣り合って連鎖反応が持続することになる。この状態を「臨界状態（あるいは単に臨界）」といい、臨界状態となる核分裂性物質の量を臨界量と呼ぶ。発電等に用いられる原子炉ではこの臨界状態を維持する様に制御して一定のエネルギー出力を得ている。
核分裂性物質が臨界量を大幅に超えて存在する場合には、分裂反応を繰り返すごとに中性子の数が指数関数的に増加し、反応が暴走的に進む。この状態を「超臨界状態」（物性物理学における超臨界とは意味が異なることに注意）、または臨界超過と呼ぶ。極わずかな超臨界状態であれば制御可能な領域も存在する(そうでなければ原子炉の起動も出来ない)が、一定以上の超臨界状態の制御は不可能であり兵器としても実用にならない。原子爆弾に用いる場合は、核分裂性物質が後述の過早爆発で爆散する前に超臨界状態にし、超臨界状態を可能な限り長く少なくとも意図する間維持する必要がある。それでも現実には、原子爆弾中に実装された核分裂物質の一部しか核分裂反応を行わず、残りは未核反応のまま爆散してしまうとされる。
原子爆弾は起爆前に核分裂連鎖反応が始まってしまうと暴発するか使用不能になる。如何に構造を工夫しようとも、暴発を避けて原子爆弾中に収容できる核分裂性物質の量には限界があり、そのため実現できる核出力には自ずと上限がある。後に水素爆弾が実用化されたことで、核分裂性物質の増量によって核出力を高める動機は失われた。

### ウランとプルトニウム
核分裂反応を起こす物質（核種）はいくつか存在するが、原子爆弾にはウラン235またはプルトニウム239が用いられる。

#### ウラン原爆
ウラン235は広島に投下された原子爆弾で用いられた。天然ウランは、核分裂を起こし易いウラン235と、核分裂を起こしにくいウラン238からなるが、より半減期が短く放射性崩壊し易いウラン235はわずか0.7%である。原爆に用いるためにはウラン235の濃度を通常90%以上に高めなければならず、辛うじて核爆発を引き起こす程度でも最低70%以上の濃縮ウランが必要となる。放射能の値が小さいために取り扱いは容易であるが、ウラン濃縮には大変高度な技術力と大規模な設備、大量のエネルギーが必要とされる。ウランは後述のガンバレル方式、爆縮方式のどちらでも使用可能である。
ウラン濃縮による原爆製造は初期設備投資は比較的安価だが、電力を大量に消費し運転経費がかかる上、同じ核物質の量でプルトニウムより少ない数の原爆しか作れないため、原爆1個あたりの製造コストはプルトニウム原爆より高価になる。一方で、ウラン濃縮施設はプルトニウム生産黒鉛炉と違って地下に設置しやすく大量の赤外線を放射しないので偵察衛星に位置を察知されにくい。また、ガンバレル方式は必要臨界量が多く製造効率が甚だ悪いものの、核実験なしでも核兵器を持てる。そのため核開発初期段階の国はウラン原爆と砲身方式の組み合わせを選択する場合が多い。イランの核開発もウラン原爆計画が主体である。
マンハッタン計画で、臨界質量以下のウラン235の2つの小片を合体させ、臨界質量以上にすることにより容易に核分裂連鎖反応を開始できることが明らかになったため、広島型原爆には後述のガンバレル方式が選択され、核爆発実験抜きで実戦投入された。砲身方式においてウラン原爆の臨界量は100%ウラン235の金属で22kgとされている。広島型原爆ではウラン235が約60kg使用されたとされる（全ウランに対するウラン235の割合が80%の濃縮ウラン75kg）。

#### プルトニウム原爆

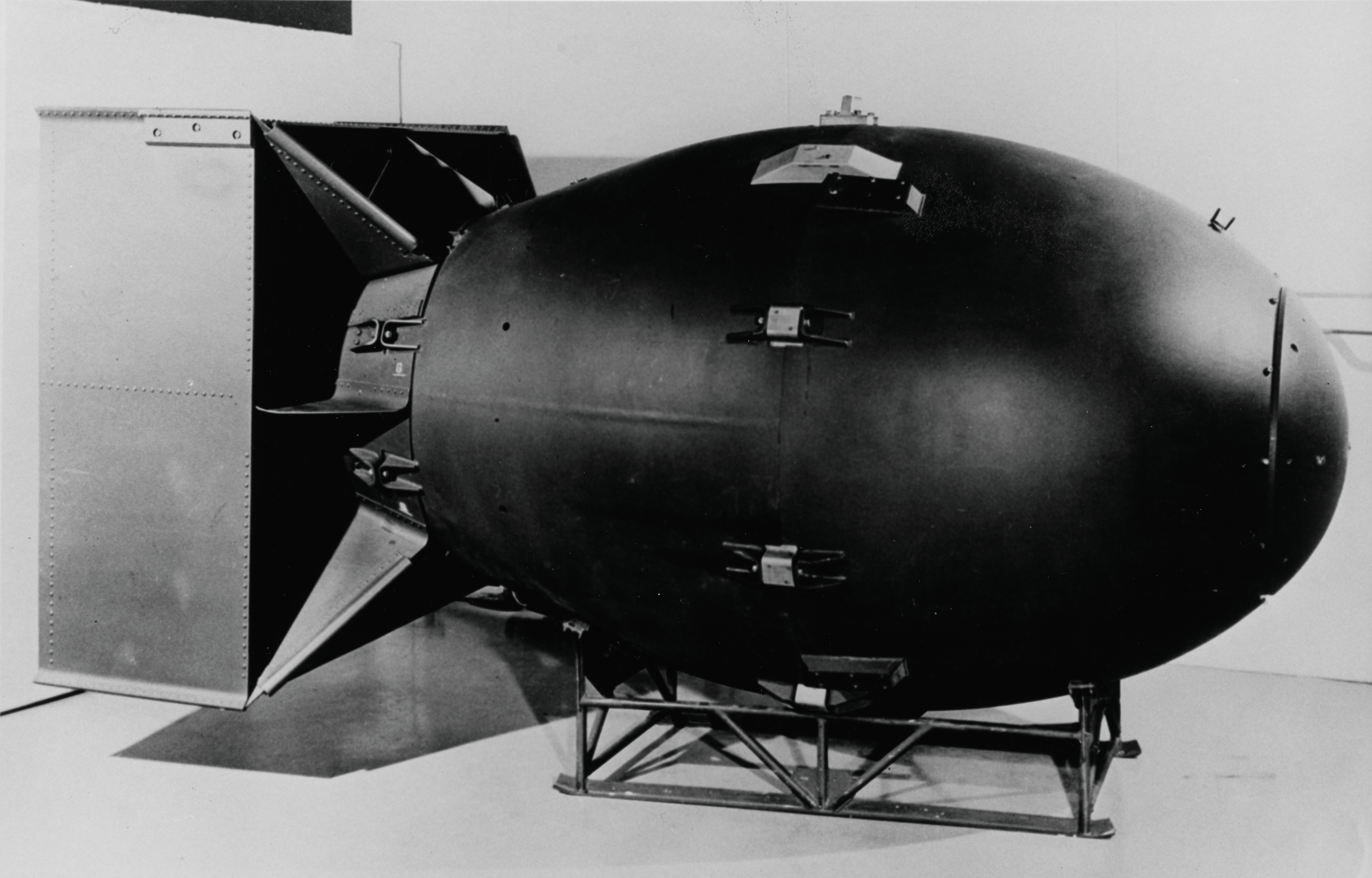
長崎に投下された原子爆弾
（ファットマン）

プルトニウム239は天然にはほとんど存在しない重金属であるが、原子炉（黒鉛炉や重水炉）内でウラン238が中性子を吸収することで生成され、再処理工場で化学的処理を行いプルトニウムを選択的に抽出する。プルトニウム原爆は原子炉の建設、運用にコストを要するが、副産物として電力が得られる。またプルトニウム239の臨界量が約6kgと、ウラン235に比べてかなり少量で済み、核兵器の小型化に適しているため現在は五大国の核兵器生産はプルトニウムが主体である。
しかし通常の工程（長時間の原子炉運転）で生成されるプルトニウムには、プルトニウム239が更に中性子を取り込んで出来る、高い確率で自発核分裂を起こすプルトニウム240が、兵器として使用できる許容量を超えるレベルで含まれている。このため、ガンバレル方式ではプルトニウム全体が超臨界に達する前に一部で自発核分裂が起きて爆弾が四散（これを過早爆発という）してしまうなど、効率の良い爆発を起こすことが難しい。したがって密度の低いプルトニウムを球状にし、爆縮によって密度を高め核分裂連鎖反応を開始させる爆縮方式が用いられる。また核分裂連鎖反応が開始されてからプルトニウム239が飛散して終了するまでの反応効率がガンバレル方式よりも高いというメリットもある。人類史上最初の核爆発トリニティ実験や、長崎に投下された原子爆弾にはこのタイプが用いられた。
なお、爆縮方式を用いる場合でもプルトニウム240の含有量が7%を超えると過早爆発の原因になり、核兵器製造に向かない。日本の原子力発電で使われている軽水炉の使用済み燃料から抽出されるプルトニウムはプルトニウム240を22-30%前後含有し、プルトニウム239との密度差が微小で分離が非現実的な、プルトニウム240を分離しないと核兵器に使えない。核兵器製造にはプルトニウム240含有量が7%以下の兵器用プルトニウムが得られる黒鉛炉やCANDU炉もしくは高速増殖炉（日本には常陽ともんじゅがあったがどちらも廃炉）やプルトニウム生産炉を使い、短時間の運転で燃料棒を交換するのが普通で、北朝鮮の原爆計画の1つであるプルトニウム計画は黒鉛炉、イラン原爆計画において傍流であるプルトニウム原爆計画では重水炉が使用されている。
プルトニウム239を含む純粋な金属プルトニウムはさまざまな同素体を持つが、その相転移は加工・保管・起爆時に必ずしも都合が良いものではなく、その制御のためガリウムを添加したプルトニウムガリウム合金が使われる。

#### ミニ・ニューク
技術の進歩で使用目的に適した爆発力を持つよう小型化されたものをミニ・ニュークという。少ない核物質で多くの核弾頭を製造可能な反面、一発あたり威力もやや小さくなる。
米国の核物理学者トーマス・コクラン博士は爆縮方式の場合、より少量で超臨界が可能であることに着目して臨界量を分析しなおし、今日では従来より少量の核物質で超臨界が可能であり、プルトニウム原爆は現代の技術では1.5kg、途上国の技術でも2kgでの超臨界が可能であると発表した。またウラン原爆は爆縮方式なら3-5kgでの超臨界が可能と見られている。
北朝鮮が2006年に行った核実験では、長崎型原爆の爆発力が20キロトンを超えていたのに対し、中国への事前通知が4キロトン、実験結果が0.8キロトンだったことから、限界までプルトニウムを節約した小型核弾頭実験に挑んで、結果はやや過早爆発気味であったのではないか、という観測もあると考えられる。

### 構造

原子爆弾の構造。上：砲身方式、下：爆縮方式

原子爆弾の構造は単純である。本質的には、臨界量以下に分割した核分裂性物質の塊を瞬間的に集合させ、そこに中性子を照射して連鎖反応の超臨界状態を作り出し、莫大なエネルギーを放出させる、というものである。ただし実際には、爆弾に用いる物質の性質に応じて大きく2種類の構造が用いられる。

#### ガンバレル型
ガンバレル型（英：Gun barrel）または砲身方式はウランを臨界量に達しない2つの物体に分けて筒の両端に入れておき、投下時に起爆装置を使って片方を移動させ、もう一つと合体させることで超臨界に達するものである。合体の容易性から構造は凹型と凸型の組み合わせ、または筒型と柱型の組み合わせとなる。広島に投下されたリトルボーイがこの方式を採用した。しかしリトルボーイでは、60キログラムとされる搭載ウランのうち実際に核分裂反応を起こしたのは約1キログラムと推定されている。その他のウランは核分裂を起こさずに四散した。初期の核砲弾用弾頭などの量産例はあるが、必要な核物質の量に対して威力に劣ることから砲身方式を積極的に選択する意義は少ないため、核開発・製造において主流ではない。またインプロージョン型に比べ、事故や搭載機の墜落・撃墜などで起爆してしまう可能性が高いとされる。

#### インプロージョン型
インプロージョン型（英：Implosion）または爆縮方式は、英語のexplosion「爆発」という語のex-（外へ）という接頭辞をin-（内へ）に置き換えた造語で、「爆縮」はその和訳である。爆縮方式とはその名の通り、プルトニウムなどを球形に成形した「ピット (核兵器)」の外側を覆う火薬を、全周に配置した電気雷管（起爆電橋線型雷管・スラッパー起爆式雷管・レーザー起爆型雷管など）で同時に爆発させて、生じた爆轟を爆縮レンズで曲げて球形に揃え、中心のピットに向けて同時に全周から集中させてピットを一瞬で均等に圧縮し、高密度にすることで超臨界を達成させる方法である。長崎市に投下されたファットマンで採用された。
プルトニウムは自発核分裂の確率が高く、プルトニウム原爆は過早爆発防止の為にこの方式でのみ実用可能となるのに対し、ウラン原爆はインプロージョン型、ガンバレル型のどちらでも可能である。
しかしこの方式は衝撃波の調整や爆縮レンズの設計が非常に難しく、高度な計算に使用できるほど高性能・高信頼（当時はまだ遅いので長時間の連続演算が必要）なコンピュータ（適切にモデル化されたアナログコンピューターも含む）がなかったマンハッタン計画時、数学者ジョン・フォン・ノイマン達の指揮する数多の計算手（多くは徴兵されなかった女性）らによる、新開発のZND理論に基づく10か月にも及ぶ爆轟計算がなければ実現し得なかったと言われている。砲身方式の原爆は実地テストなしで広島に投下されたが、爆縮方式の爆弾はこのような高精度の動作が求められたため、ニューメキシコ州アラモゴードのトリニティ実験で設計通りに作動することを確認するテストが実戦投入前に行なわれた。この方式は前述の砲身方式より効率が良い。核分裂連鎖反応が始まって核物質を四散させようとする圧力を、爆縮による内向きの圧縮力が押さえこみ、核分裂が継続するためである。そのため、第二次世界大戦以後製造された原子爆弾は、核開発の初期段階で製造されたものを除きプルトニウム型・ウラン型ともに爆縮方式である。
なお水爆起爆用原爆には、線形爆縮ピットという、回転楕円体形ピットを囲む電気雷管群の点火タイミングをずらして起爆させる手法もある（開発年代的にほぼ単体原爆として需要は無かったが、単体原爆としても使用可能）。

#### 改良型の原子爆弾
D-T強化方式
D-T強化方式の原子爆弾（Boosted fission weapon）は爆縮方式の性能向上型であり、基本となる核分裂反応を利用した原子爆弾の中に、核分裂反応での分裂効率を高める目的で核融合反応の要素を加えたものである。
原子爆弾は核反応を起こすべき核物質が全量エネルギーを開放するように作ることは21世紀現在も行えず、他の化学反応による爆発を利用した通常爆弾と異なり、多くの核物質は核分裂反応に寄与せずに飛散してしまう。飛散する前により多くの核分裂反応をプルトニウム（或いは高濃縮ウラン）に行わせることができればそれだけ多量のエネルギーを生み出すことができる。或いは原子爆弾に実装する核物質を削減でき、原子爆弾を小型化できる。
D-T強化方式ではプルトニウムを使用した爆縮方式での球状のコアの中央に空洞部を作って重水素（デューテリウム、D、2H）と三重水素（トリチウム、T、3H）のガスを50%ずつ、計5グラムほど注入しておく。爆縮によってプルトニウムが圧縮されながら核分裂を始め1億度近くになった時点でこれらのガスはD-T核融合反応を起こし、プルトニウムによる核分裂時に生じるものの7倍ほど高速の中性子を1つ放ってヘリウムに変化する。D-T反応による高速中性子は通常ならばプルトニウムの核分裂反応断面積が小さくなってしまって分裂効率が悪くなるが、爆縮によって密度が増したプルトニウムの原子核では核分裂反応断面積は充分に補われて、DT反応由来の高速中性子が効果的にプルトニウム原子核を分裂させる。また、中性子の速度が増すと核分裂で生じる中性子の数は増加し、プルトニウム自身の核分裂反応由来の中性子による核分裂では中性子が2-3個ほどしか生じないのに対し、DT反応由来の高速中性子による核分裂では平均5個ほどの中性子が生じる。これによって核分裂の効率が高まり短時間で核分裂反応が進む。長崎型ファットマンでは分裂効率が14%だったとされるが、D-T強化型では30%にできるとされる。
ウラニウムもプルトニウムも水素脆化を起こしその化合物は発火性がある為、その予防には重水素・三重水素注入タイミング、及び直接接触防止構造（プラスチックなどの分子中に水素を含む物すら危険）などの配慮が必要。
なお、核兵器についての民間の書籍などではこのD-T強化方式の説明や構造模式図が「水爆の構造」として記述されていることがある。しかし、D-T強化方式はあくまで原子爆弾の一種であり、これ自体は水素爆弾には分類されないが、D-T強化方式の原爆は水爆の起爆装置として水爆の構造には組み込まれている。

#### 過早爆発
プルトニウム原爆において、反応材のプルトニウム240含有量が7%を超過、爆縮が不完全、軽量化のため爆縮火薬を削減しすぎた余裕のない設計、などの場合では、爆縮方式であってもプルトニウム240の自発核分裂の発生する外向きの爆風が、TNT爆縮火薬の内向きの圧力に打ち勝ってプルトニウム239の塊が充分に核分裂を完了する前に吹き飛ばしてしまう。この現象が過早爆発であり、プルトニウム239の一部しか核分裂しないため、爆発力が計画値を大幅に下回ってしまう。

## 日本への原子爆弾投下
実戦においては1945年8月に日本の二つの都市に原子爆弾が投下された。

### 広島市

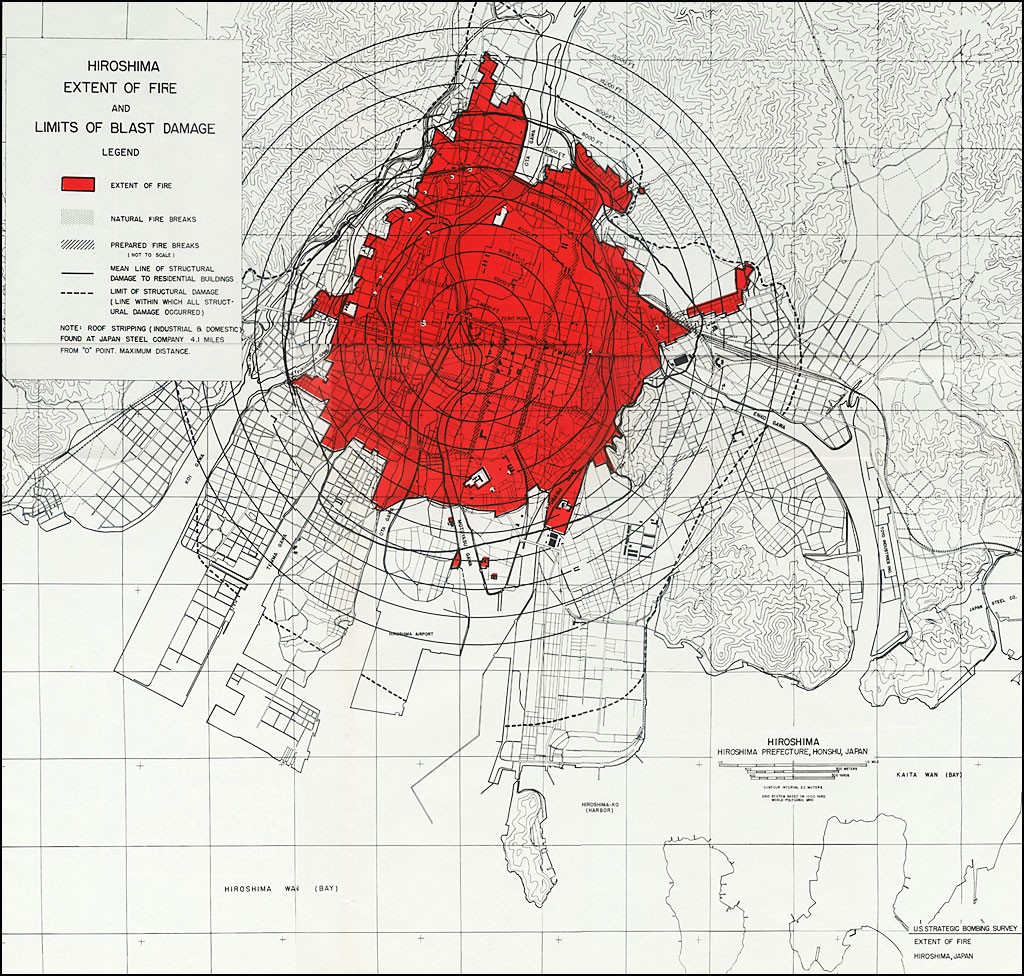
広島被曝図

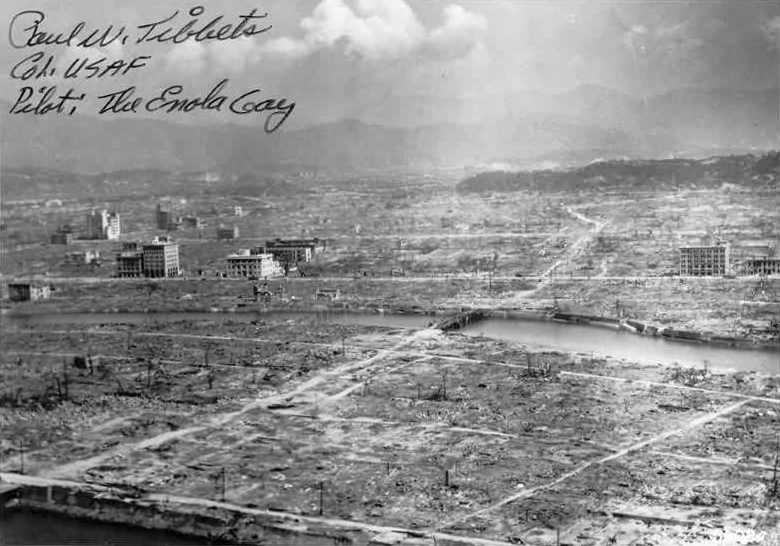
被爆直後の広島

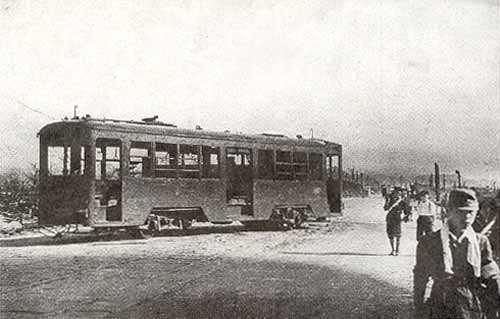
広島市への原爆投下により被爆して焼け焦げた広島電鉄650形電車651号車。
爆心地から僅か700mで被爆したが、その後修理され、冷房化される等の改修が行われつつ2025年現在でも現役で運用されており、「被爆電車」として著名である。

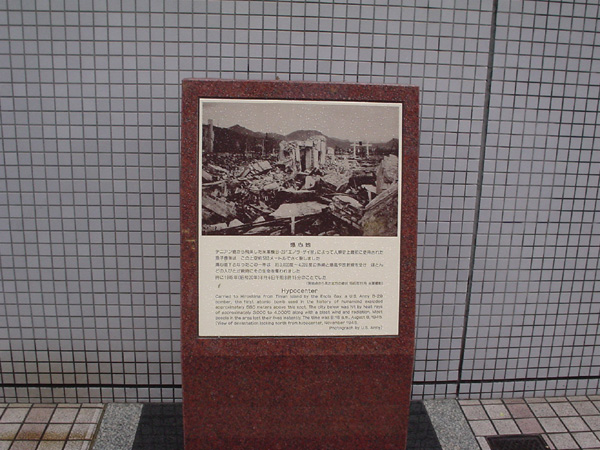
爆心地の島病院（現在は島内科）前にあるモニュメント

1945年（昭和20年）8月6日午前8時15分、日本の広島市に、原子爆弾(リトルボーイ)が、マンハッタン計画の責任者であるレスリー・グローブスの「広島・小倉・長崎のいずれかの都市に8月3日以降の目視爆撃可能な天候の日に「特殊爆弾」を投下するべし」という投下指令書を受けたB-29（エノラ・ゲイ）によって投下された(一般的には大統領だったハリー・S・トルーマンが投下を許可したことになっているが、トルーマンが原爆投下を許可したという証拠が見つかっていない上に最近の研究でトルーマンは明確な決断をしていなかったことが明らかになっている)。
市内ほぼ中央に位置するT字形の相生橋が目標点とされ、投下された原爆は上空600メートルで炸裂した。
爆発に伴って熱線と放射線、周囲の大気が瞬間的に膨張して強烈な爆風と衝撃波を巻き起こし、その爆風の風速は音速を超えた。爆発の光線と衝撃波から広島などでは原子爆弾のことを「ピカドン」と呼ぶ。
爆心地付近は鉄やガラスも蒸発するほどの高熱に晒され、強烈な熱線により屋外にいた人は全身の皮膚が炭化し、内臓組織に至るまで高熱で水分が蒸発していった。苦悶の姿態の形状を示す「水気の無い黒焦げの遺骸」が道路などに大量に残された。
また、3.5km離れた場所でも素肌に直接熱線を浴びた人は火傷を負った。爆風と衝撃波も被害甚大で爆心地から2kmの範囲で（木造家屋を含む）建物のほとんど全てが吹き飛んだ。
爆発による直接的な放射線被曝のほかに、広島市の北西部に降った「黒い雨」などの放射性降下物（フォールアウト）による被曝被害も発生。また、投下後に救援や捜索活動のために市内に入った人に急性障害が多発した（二次被害）。当時の広島市の人口は約34万人であったが、爆心地から1.2kmの範囲では当日中に50%の人が死亡し、同年12月末までに更に14万人が死亡したと推定される。殺傷者としてまとめると20万人もの人間がいた。
その後も火傷の後遺症（ケロイド）による障害、胎内被曝した出生児の死亡率の上昇、白血病や甲状腺癌の増加など見られた。

### 長崎市

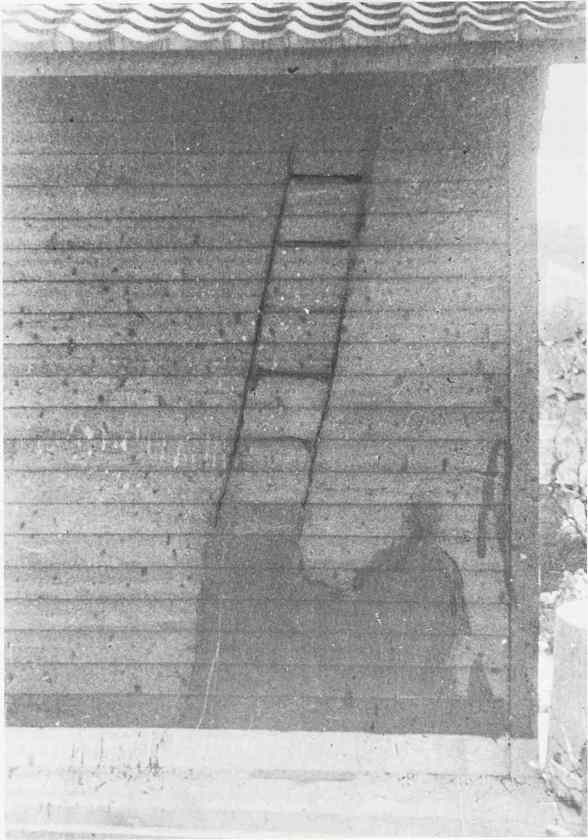
長崎市で撮影された、熱線にさらされた外壁に残った人間と梯子の影

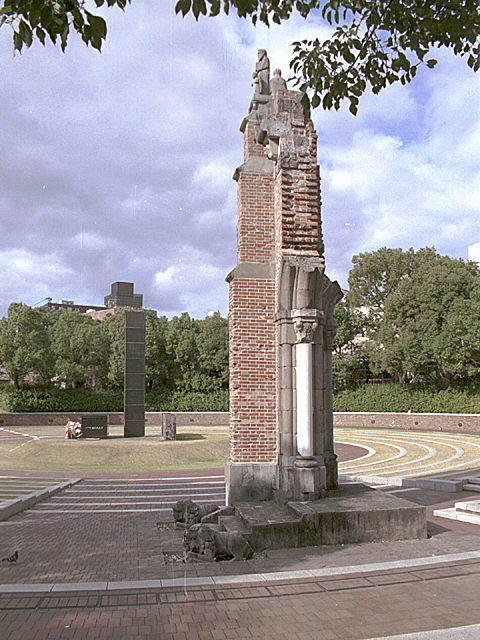
長崎の爆心地公園。レンガ造りの構造物（手前）は旧浦上天主堂の被爆遺構を建て替え時に移設したもの。黒色の構造物（奥）が原爆落下中心碑

広島の3日後の1945年8月9日午前11時2分、B-29（ボックスカー）が長崎市に原子爆弾ファットマンを投下した。投下地点は、当日の天候のため目標であった市街中心地から外れ、長崎市北部の松山町171番地（現、松山町5番地）テニスコートの上空であった。
当時、長崎市の人口は推定24万人、長崎市の同年12月末の集計によると被害は、死者7万3884人、負傷者7万4909人、罹災人員：12万820人、罹災戸数1万8409戸にのぼった。

### 本土上陸作戦の中止
原爆の投下後の8月14日に日本はポツダム宣言受諾を決定し通告した。このことにより特に欧米では原爆投下が日本に降伏を促したという論が既成事実として受け入れられている。しかし、中立条約を結んでいたソ連が対日参戦したことが重なることなどから、原爆投下と日本の降伏との関連はいまだに議論されている。なお玉音放送では、原爆投下をポツダム宣言受諾の理由の一つに挙げている。
日本の降伏により、1945年11月に予定されていた九州南部への上陸作戦、並びに翌年3月に予定されていた関東地方への一大上陸作戦が中止となった。この作戦が実行されていた場合、計107万人ものアメリカ軍が東京に上陸し、双方合わせて広島と長崎の原爆による死傷者をはるかに上回る戦死者を出しただろうと戦後に米軍当局はコメントしている。このコメントが後年、米国における原爆投下正当化の根拠となった（本土作戦に関する詳細は、米軍：ダウンフォール作戦、日本軍：本土決戦・決号作戦を参照）。

## 原子爆弾の健康被害と影響
原子爆弾は、高温の熱線と強い爆風だけでなく、強い放射線を放出し、放射化した塵などを多量に排出したため、被害はTNT換算で推し量れる爆発の熱や爆風だけに留まらず、原爆症と呼ばれる放射線障害や白血病や癌などの病気を被曝者に引き起こし、その影響は現在も続いている。
その後、被爆者の減少で当時を語る人が減ってきていることも問題である。